# Los Cerros (Madrid)
Los Cerros es el nombre de uno de los desarrollos urbanísticos pendientes de ejecución en la ciudad de Madrid (España).

## Situación
El territorio pertenece administrativamente al distrito de Vicálvaro y se encuentra situado en la zona sureste de Madrid, limitando al este con la M-50 y el Parque Regional del Sureste, al oeste con el futuro desarrollo urbanístico de El Cañaveral y la Cañada Real que separa ambos desarrollos, al sur con la autopista de peaje R-3 y al norte con los municipios de Coslada y San Fernando de Henares, cuyo espacio colindante estará separado del resto del desarrollo por la autopista M-45. La mayor parte del desarrollo se encuentra al exterior de la autopista de circunvalación M-45, si bien la zona colindante con Coslada y San Fernando de Henares se encuentra en el interior de dicho anillo. La parte este comprende el espacio protegido del Cerro de la Herradura, zona escarpada de difícil urbanización y que con el nuevo desarrollo será reforestada y convertida en un parque forestal urbano.

## Comunicaciones
El desarrollo estará atravesado por la M-45 que segregará una pequeña parte del resto, desde la cual habrá diferentes accesos al barrio que actualmente se encuentran pendientes de construcción, así como también será posible acceder a la autopista de peaje R-3 desde la M-45.